# مساعد مختصي علم الأمراض
مساعد اختصاصي علم الأمراض (PA) هو مساعد طبيب تكمن خبرته في الفحص الشامل للعينات الجراحية بالإضافة إلى القيام بعمليات التشريح بالطب الشرعي.

## نظرة عامة
يعمل مساعدو اختصاصيي علم الأمراض تحت الإشراف المباشر لاختصاصي علم أمراض تشريحي معتمد تمامًا، والذي يقوم في النهاية بتقديم تشخيص مبني على الوصف الشامل المفصَل الذي يقوم به مساعد اختصاصي علم الأمراض وعرض الأنسجة. وتشمل المتطلبات لكي تصبح مساعد اختصاصي في علم الأمراض التخرج من وكالة قومية معتمَدة للعلوم المخبرية الإكلينيكية، (NAACLS) وبرنامج تعليمي معتمَد منها، واجتياز امتحان شهادة الجمعية الأمريكية للباثولوجيا الإكلينيكية (ASCP) بنجاح. ومع التغيرات المستمرة في مجال الرعاية الصحية، وزيادة تقدم السكان في العمر، وانخفاض أعداد أطباء علم الأمراض المقيمين، أصبح دور مساعدي الاختصاصيين في علم الأمراض في طلب متزايد نظرًا لارتفاع مستوى التدريب والمساهمة في الارتقاء بالكفاءة العامة لمختبرات علم الأمراض.
وبالإضافة إلى المسئوليات الرئيسة التي تم إيجازها أعلاه، قد يقوم مساعدو اختصاصيي علم الأمراض أيضًا بأداء المهام التالية: للحصول على قائمة كاملة يتم الرجوع إلى المادة الثالثة، القسم «ب» من اللوائح الداخلية للرابطة الأمريكية لمساعدي اختصاصيي علم الأمراض (AAPA).
- المَقْطَع التجميدي لاستشارات الجراحة الداخلية
- تجهيز عينات الأنسجة لعد الكريات المتدفقة، والسلالات الكيميائية الهيستولوجية (النسيجية) المناعية (IHC)، والاختبارات الوراثية، وزرع الأحياء الدقيقة، والتقييمات المخبرية الأخرى المتنوعة
- تصوير العينات الشاملة
- تدريب زملاء مساعدي اختصاصيي علم الأمراض، وأطباء علم الأمراض المقيمين، وموظفي مختبرات علم الأمراض الأخرى (حسب الحاجة)
- أداء الأدوار في المهام الإدارية، أو الوظائف التعليمية، أو الأدوار الإشرافية
- البحث

على الرغم من أنه يتم توظيف مساعدي اختصاصيي علم الأمراض في المستشفيات، فإنهم قد يحصلون أيضًا على عمل في مختبرات ومجموعات خاصة متخصصة في علم الأمراض، أو في مكاتب الطب الشرعي، أو في المشارح، أو في المختبرات الحكومية أو المرجعية أو في الجامعات، وقد يعملون لحسابهم ويوفرون عقد عمل. ووفقًا لدراسة تم نشرها في علم الأمراض المُستقِل، يقوم مساعدو اختصاصيي علم الأمراض في المتوسط بأداء إجمالي اختبارات بنسبة 56.5% من إجمالي عدد العينات، حيث تكون أغلبيتها متعلقة باستئصال نسيج من الجسد الحي ودراسته مجهريًا. وفي حالة عدم القيام بالفحوصات الشاملة، فإنهم بذلك يقومون بعمل الأشياء التي يقوم بها اختصاصي علم الأمراض؛ وبالتالي توفير أموال القسم.

## تاريخ المهنة
قام الدكتور يوجين ستيد بجامعة ديوك بطرح فكرة الطبيب المساعد عام 1966م، وهناك تم تأسيس أول برنامج للطبيب المساعد. وبعد مرور ثلاث سنوات بنفس الجامعة، قام رئيس قسم علم الأمراض الدكتور توماس كيني بتنفيذ أول برنامج لمساعدي اختصاصيي علم الأمراض. وحتى الآن، تم تأسيس تسعة برامج معتمَدة في جميع أنحاء البلاد وفي كندا.

## التعليم
إن كل برنامج يكون معتمدًا من جانب الوكالة القومية المعتمَدة للعلوم المخبرية الإكلينيكية بمجموع خريجين يبلغ حوالي مائة وثمانية عشر طالبًا سنويًا. وابتداءً من عام 2010م، أصبح مجموع مساعدي اختصاصيي علم الأمراض المعتمَدين يزيد قليلاً عن 1200. وتختلف البرامج من حيث التفاصيل، ولكنها بصفةٍ عامة برامج لمدة عامين سواء على مستوى البكالوريوس أو الماجستير، وتشمل التعرض التعليمي والإكلينيكي. وتتضمن السنة التعليمية بصفة عامة دراسة التشريح الإكلينيكي، وعلم الأعصاب، والفيزيولوجيا (علم وظائف الأعضاء)، وعلم الأنسجة، وعلم الأمراض، ودورات محددة لمساعدي اختصاصيي علم الأمراض (الارتباط الإكلينيكي)، والمصطلحات الطبية، والفصول الدراسية الاحترافية المتبادلة. ويتم بعد ذلك تعيين الطلاب في وسط إكلينيكي بمستشفيات تابعة ومكاتب الأطباء الشرعيين في جميع أنحاء البلاد لتعلم تقنيات التشريح الموجه وتشريح الجثث عمليًا.
1. جامعة دركسل-بنسلفانيا (PA) ماجستير في علوم دراسات مساعدي اختصاصيي علم الأمراض
2. جامعة ديوك-نورث كارولينا (NC) ماجستير في العلوم الصحية
3. جامعة إنديانا-إنديانا (IN) ماجستير في العلوم
4. جامعة كوينيبياك-كونيتيكت (CT) ماجستير في العلوم الصحية
5. جامعة روزاليند فرانكلين للطب والعلوم-إلينوي (IL) ماجستير في علوم دراسات مساعدي اختصاصيي علم الأمراض
6. جامعة ميريلاند-ميريلاند (MD) ماجستير العلوم في علم الأمراض
7. جامعة ويسترن أونتاريو-أونتاريو، كندا ماجستير العلوم في علم الأمراض
8. جامعة واين ستيت-ميشيغان (MI) بكالوريوس العلوم في مساعدي اختصاصيي علم الأمراض *الانتقال إلى برنامج الماجستير في المستقبل القريب
9. جامعة فيرجينيا الغربية-فيرجينيا الغربية (WV) ماجستير في العلوم الصحية

## التعليم والشهادات
أصبح مساعدو اختصاصيي علم الأمراض مؤهلين للحصول على شهادة الجمعية الأمريكية للباثولوجيا الإكلينيكية عام 2005م. وقبل ذلك الوقت، كان معظم المساعدين على رأس التدريب العملي (OJT)، ولم تكن هناك حاجة لاستكمال برنامج التعليم الرسمي أو التقدم لامتحان الشهادة. وقبل عام 2007م، كان باستطاعة المساعدين في علم الأمراض أن يكونوا مؤهَلين لاجتياز امتحان الشهادة دون التخرج من البرامج المعتمَدة. وتُعد الرابطة المهنية التي تجمع مساعدي اختصاصيي علم الأمراض هي الرابطة الأمريكية لمساعدي اختصاصيي علم الأمراض. ويعد توفير الاعتمادات التعليمية الطبية المستمرة (CME) جزءًا من مهامها كرابطة من أجل الحفاظ على تقدم الأعضاء الحاليين والإجراءات الخاصة بالمجال، والتي يجب إتمامها كل ثلاث سنوات.

## وصلات خارجية
- http://www.ascp.org/bor/cmps
- http://www.naacls.org/
- http://rosalindfranklin.edu/dnn/chp/home/CHP/PathologistsAssistant/tabid/1459/Default.aspx نسخة محفوظة 13 يوليو 2012 at Archive.is